# Athyrium orientale
Athyrium orientale là một loài dương xỉ trong họ Athyriaceae. Loài này được Ching ex Tardieu mô tả khoa học đầu tiên năm 1934.
Danh pháp khoa học của loài này chưa được làm sáng tỏ. 